# Ottavio Barbieri
Ottavio Barbieri (* 30. April 1899 in Genua; † 28. Dezember 1949 ebenda) war ein italienischer Fußballspieler und -trainer. Er verbrachte seine gesamte Spielerkarriere beim Genoa CFC, gewann dort zwei italienische Meisterschaften und prägte als Trainer innovative taktische Systeme.

## Spielerkarriere
Barbieri begann seine Profikarriere 1919 als „One-Club-Man“ beim Genoa CFC und absolvierte bis 1932 insgesamt 299 Ligaspiele, in denen er 11 Tore erzielte. Mit Genoa gewann er die italienische Meisterschaft in den Saisons 1922/23 und 1923/24.

## Internationale Karriere
Zwischen 1921 und 1930 spielte er insgesamt 21-mal für die italienische Nationalmannschaft und war Teilnehmer an den Olympischen Sommerspielen in Paris 1924. Mit der italienischen Mannschaft belegte er den fünften Platz.

## Trainerlaufbahn
Barbieri begann seine Trainerkarriere als Spielertrainer bei L’Aquila Calcio (1933–34) und führte den Klub zunächst in die Serie B.
Von 1936 bis 1938 trainierte er Atalanta Bergamo, bevor er 1939 zu Genoa CFC zurückkehrte. 1944 führte er als Trainer von Vigili del Fuoco La Spezia, die Mannschaft der Feuerwehr, zum Gewinn des Campionato Alta Italia — dem „inoffiziellen“ italienischen Meistertitel während des Kriegs — eine Leistung, die postum 2002 anerkannt wurde. Anschließend trainierte er wieder Genua CFC (1945–46).

### Taktische Innovation
Während seiner Zeit als Trainer des Genoa CFC führte Barbieri die Libero-Rolle in den italienischen Fußball ein. Beeinflusst vom „verrou“ des Schweizers Karl Rappan nahm er mehrere Änderungen am englischen WM-System (in Italien als sistema bekannt) vor, die dazu führten, dass sein Ansatz als mezzosistema bezeichnet wurde. Sein System setzte auf eine mannorientierte Abwehrreihe mit drei Manndeckern und einem Verteidiger, der als terzino volante (oder vagante) bezeichnet wurde – eine Position, die im Wesentlichen dem modernen Libero entsprach. Diese Rolle wurde später auch von Giuseppe Viani im vianema-System und von Nereo Rocco im Catenaccio übernommen. Das Mittelfeld agierte in einer Dreiecksformation, wobei der zentrale Mittelfeldspieler – in Italien als centromediano metodista oder kurz metodista bezeichnet – vor der Abwehr agierte. In der Offensive nutzte Barbieri ein Angriffs-Trio, bei dem der rechte Flügelspieler nicht nur den Angriff unterstützte, sondern auch defensiv im Mittelfeld mitarbeitete und damit die Rolle eines rechtsseitigen Mittelfeldspielers im Sinne des italienischen tornante übernahm.